# Ryan Wilson
Ryan Wilson es un luchador profesional estadounidense retirado, conocido por sus apariciones en Total Nonstop Action Wrestling y Ohio Valley Wrestling.

## En lucha
- Movimientos finales
  - T-3[1][2] (Fireman's carry facebuster)[1]
  - Sitout inverted front powerslam[3]

- Movimientos de firma
  - Big boot
  - Chokeslam
  - Clothesline
  - Gorilla press drop
  - Running jumping leg drop[3] - 2004-2005; parodiado de Hulk Hogan
  - Spinebuster
  - Standing powerbomb

- Managers
  - Don Callis
  - Jonny Fairplay
  - Beth Phoenix
  - "Lone Wolf" Bobby Blade

## Campeonatos y logros
- International Wrestling Association
  - IWA World Heavyweight Championship (1 vez)

- Ohio Valley Wrestling
  - OVW Heavyweight Championship (1 vez)

- New Wrestling Association
  - NWA World Championship (1 vez)